# 조성민 (야구인)
조성민(趙成珉, 1973년 4월 5일 ~ 2013년 1월 6일)은 대한민국의 야구 선수, 야구 코치, 방송인이다. 일본 프로 야구 요미우리 자이언츠와 KBO 리그 한화 이글스의 투수였고 두산 베어스 2군 투수코치였다. 5살 연상의 배우 최진실과 결혼했고 1남 1녀를 낳았으며 최진실과 서로 마음이 맞지 않아 이혼하였다.
초등학교 시절 야구부원이 된 후 신일고등학교 야구부원으로 출전하여 1991년 황금사자기 고교야구대회에서 우승을 거두어 스타로 관심을 받았으며, 고려대학교 경영학과 재학 중에도 야구선수, 국가대표 야구선수로 활약했다. 1995년부터 2002년 일본 요미우리 자이언츠에서 활약했으나 1998년, 1999년 오른쪽 팔꿈치 부상으로 2002년 자진 은퇴하였다. 이후 이혼 사건에 휘말리면서 국내 야구계에서 외면 당하다 2005년 한화 이글스에 복귀했으며 2007년 방출 당했다. 한때 방송 야구 프로그램의 해설 위원 등으로 활동하였고, 2008년 사업을 하기도 했으나 실패하였다. 2013년 1월 6일 서울 강남구 도곡동 오피스텔(원룸)에서 자살하였다고 한다.

## 생애

### 프로 입단 전
조성민은 1973년 4월 5일 서울특별시 성동구 용마동(현 광진구 중곡동)에서 은행원으로 한일은행 인천지점장 등을 역임한 조주형과 유영숙의 아들로 태어났다. 아버지 조주형은 은행가로 활동하기 전, 한때 정구 국가대표로 활동하기도 했었다. 서울 용마초등학교에 입학, 초등학교 때부터 야구부원으로 활동하다가 초등학교 4학년 때 강동구 둔촌동으로 이사하여 둔촌초등학교로 전학, 계속 야구부 부원으로 활동했다. 그는 신일 중학교로 진학한 후에도 그는 야구부원으로 활약하였다.
신일중학교를 거쳐 신일고등학교에 재학 중인 1991년 8월 야구 청소년 대표 선수로 발탁되었다. 1992년 4월부터 1995년 8월까지는 프로야구 청소년 국가대표 선수로 활약했다. 이때 그는 한·미·일 국제 청소년 야구(1991년)와 하계 유니버시아드(1993년), 아시안 게임(1994년)에 출전하였다. 1991년 9월에는 황금사자기 고등학교 야구대회에 신일고등학교 선발 투수로 출전하여 광주일고를 누르고 우승하는데 기여했다. 91년 황금사자기 고교야구대회에서 그는 봉황기 우수투수상과 홈런상 등을 동시 수상하였다. 1993년 3월 고려대학교 경영학과에 입학, 대학 재학 중에도 대학 야구부원으로 활약했다. 1993년 5월 20일부터 5월 29일에는 신일고등학교 야구부 주전으로 경향신문 주최 제 42회 백호기전국종합야구선수권대회에 우완으로 출전하였다.

### 프로 입단 후

#### 일본 프로 야구 시절(1996년~2002년)
1995년 5월 고려대학교 경영학과 재학 중 일본의 야구단에서 스카우트 제의가 들어왔고, 같은 5월 그는 요미우리 자이언츠를 선택하였다.
고려대 경영학과(1992학번)를 졸업하고 1996년 요미우리 자이언츠에 계약금 1억 5천만엔, 연봉 1,200만엔의 조건으로 입단하였으며 본인에 앞서 정순명 황규봉이 아마추어 출신 한국인 일본 프로야구 진출 선수가 될 뻔 했지만 대학 진학으로 무산됐다. 계약 기간은 7년이었다. 1997년 한때 일본 프로야구 올스타 후보의 물망에 오르기도 했다. 1997년 마무리 투수로 등판하여 1승 2패 11세이브 평균 자책점 2.89를 기록, 가능성을 보였다. 1998년 선발 투수로서 전반기에 7승을 거두어 일본 프로야구 올스타전에 선발되었지만, 이 때 팔꿈치 부상을 당해 내리막길을 걸었다.
1998년 7월 오른쪽 팔꿈치 부상으로 2번의 수술과 재활을 반복하였다. 1999년 2월 다시 오른쪽 팔꿈치를 부상 당했다. 그는 쉽게 부상에서 회복되었으나 재기에 실패하고, 부상 이후 실적이 부진하였다. 2000년 12월 최진실과 결혼했다. 그는 요미우리 자이언츠 소속 시절 빠른 직구와 포크볼 위주의 투구를 하였다. 일본 프로 야구 통산 11승 10패 11세이브, 방어율 2.84를 남기고 2002년 10월에 요미우리를 자진 퇴단하였다. 퇴단 이후 그는 대한민국의 야구계로 진출하려 하였으나 교섭 과정에서 실패하면서 장기간의 공백기를 갖게 되었다. 2002년 12월 최진실과 파경에 이르자 그는 또 "다시 야구를 하고 싶다"며 야구 복귀를 꿈꿨으나 그마저 좌절되었다.

#### 공백 기간
2002년 9월 부인 최진실과 함께 서울 서초구 잠원동 G주택 분양 광고에 관련하여 소송을 제기했다. 조성민과 최진실이 살던 서울 서초구 잠원동 G주택 주민 17명이 허위 분양광고와 시공상 하자로 인한 추가 보수 비용 발생을 문제 삼아 2002년 9월부터 M건설사를 상대로 낸 손해배상 청구 소송에서 승소하였다. 이때 최진실과 조성민도 함께 피소당했다. 2004년 2월 잠원동 G주택 주민들의 승소 후, G주택 6층을 각각 2분의 1씩 지분율로 나눠서 분양 받은 최씨와 조씨는 1인당 729만원씩의 손해배상액을 받게 되었으나 미납한 분양대금 1000만원과 상계해 1인당 229만원씩을 받게 됐다.
조성민은 2003년과 2004년에 신인드래프트 참가 신청서를 냈으나 모든 구단들로부터 외면 당했다. 2004년 초 공백 기간을 갖다가 그해 4월 한국야구위원회(KBO)에 신인 1차 드래프트를 신청한 뒤 지명하는 구단이 없자 2차 지명을 아예 포기했던 조성민이 1년 후 다시 그라운드에 서기 위해 1년 반만에 본격적인 훈련에 들어갔다. 조성민은 2004년 4월 초부터 서울 강남 도곡동에 있는 피트니스 센터에서 하루 3시간의 강도높은 웨이트트레이닝을 하하였다. 피트니스 전문강사로부터 1년치 '몸 만들기' 프로그램을 받은 조성민은 "나의 마지막 이정표는 야구다. 1년만이라도 한국 프로무대에서 뛰고 싶다"며 "올 신인 드래프트에 참가해 다시 한번 국내 프로 야구단의 문을 두드리겠다"고 말했다. 주말을 빼고 5일간 빠짐없이 피트니스 센터를 찾고 있는 조성민은 하루 30분의 러닝으로 몸을 푼 뒤 잃었던 '근육 만들기'에 열중하였다.

#### 한국 프로 야구 시절(2005년~2007년)
2005년 5월, 계약금 없이 연봉 5천만 원의 조건으로 한화 이글스에 입단하여 주로 불펜 투수로 활동했다. 그는 김인식 감독의 주선과 부름을 받고 다시 복귀하였다. 당시 한화 관계자는 "김인식 감독의 요청에 따라 조성민 영입을 검토하게 됐다"고 말했다. 조성민은 3-5로 뒤지고 있던 7회에 한화의 세 번째 투수로 등판해 1과 1/3이닝동안 공 22개를 던지고 마운드를 내려갔으나 그 사이 팀이 역전하는 바람에 데뷔전에서 첫 승을 신고했다. 이후 한화에서 그는 컨트롤 위주의 투구를 하였다. 2007년 시즌이 끝난 뒤 한화 구단으로부터 방출된 뒤 은퇴하였다.
2007년 10월 22일 한화로부터 방출을 통보 받은 뒤 서울 집에서 지내며 지인들 외에는 연락을 끊고 지냈다. 당시 한화의 한 관계자는 얼마전 통화를 했는데 당분간은 그냥 쉬면서 지내고 싶다고 했다 한다. 이후 그는 여러번 현역으로의 복귀하였으나 야구단들은 그를 외면하였다.

### 배우 최진실과 결혼
조성민은 배우 최진실과 2000년 12월 5일 백년 가약을 맺었다. 조성민-최진실 커플은 2000년 12월 5일 오후 5시 하얏트 호텔 그랜드 볼룸에서 보도진과 하객등 약 1천 5백 여 명이 지켜보는 가운데 화려한 결혼식을 시작했다. 이 날 결혼식은 국내 유명 연예인과 일본 프로야구 스타들이 대거 참가했으며, 사회는 이경규가 주례는 윤영섭 고려대학교 시절 은사가 맡았다. 신랑 조성민은 신부에게 바치는 사랑의 편지를 읽으며 눈물을 흘리기도 했다.
| “ | 사랑하는 당신 진실에게, 앞으로 지금까지 보다 더 험난한 길이 우리 앞에 있을 지도 모릅니다. 우리 정말 행복한 가정을 만들기를 바랍니다. 우린 이제 혼자가 아닙니다. 두눈 감을 때까지 영원히 당신을…당신만을 사랑하겠습니다. 내 기력이 다했을 때 그대의 사랑으로 여기까지 살아왔노라고 말하겠습니다 | ” |

최진실은 '남편 조성민에게 보내는 편지'로 "나 최진실은 신랑 조성민을 보호하고 이 세상 끝날 때까지 당신만을 사랑하며 아끼겠습니다. 야구선수인 남편을 위해 아낌없이 내조할 것을 이 자리에 참석한 모든 야구 관계자들에게 약속합니다."라고 화답해 하객으로 참석한 야구 관계자들로부터 박수를 받았다. 또한, 최진실은 어머니 정옥순께 드리는 감사의 편지에서 "어제 많이 울었다. 많이 서툴고 엄마가 보기엔 어려 보일지 모르지만 잘할 자신있다. 결혼을 맞이하고서야 어머니와 함께 산다는 것이 무엇인지 알았다. 내가 없는 집에서 외롭게 지낼 엄마를 생각하니 마음이 저려온다. 낳아주시고 키워주신 은혜에 감사한다."며 동생 최진영에게는 엄마를 잘모시라고 당부하였다.
- 스포츠와 연예계, 스타의 결혼으로 화제를 모은 두 사람의 결혼식은 최진실의 당시 소속사인 이스타즈를 비롯해 한국통신, 인터넷 MBC 등 인터넷을 통해 생중계되었다. 생중계로 방송되는 결혼식 때문에 부부는 오후 2시부터 진행된 리허설에 참가했다.[17] 당시 한국의 경제 위기 상황 속에 '하루 밥 벌어 먹고 살기도 어려운 사람들이 수두룩한데 하루 결혼식에 엄청난 거액을 쏟아부어도 되느냐, 자신이 어렵게 살아왔다면 어려운 사람의 심정도 좀 알텐데 그럴 수가 있느냐, 공인으로서 과소비를 과시하는 태도는 비난 받아야 한다'는 라며 서민들을 좌절케 했다는 여론과 호화로운 결혼식을 생중계를 통해 자세하게 보도한 방송사에 대한 비난도 있었다.[18]
- 결혼은 양가의 반대로 쉽지 않았고, 이 과정에서 조성민은 자살시도를 하기도 하였다. 병원에서 입원했으며 구단의 퇴출을 우려하여 감기몸살로 위장을 하였다.
- 2000년 11월 15일 혼인신고를 하고, 2000년 12월 5일 결혼한 이후, 8개월만에 2001년 8월 3일 첫째 환희가 출생하였고, 2002년 12월 18일 조성민의 이혼선언기자회견으로 파경 위기를 맞은 최진실은 2003년 3월 1일 청담동의 M산부인과에서 혼자서 둘째 준희를 출산하였다.[19]

### 생애 후반

#### 은퇴 후
- MBC ESPN, XTM 등에서 야구 해설가로 활동했으며,[20][21] 2011년부터 2012년까지 두산 베어스 2군 재활코치를 맡았다.
- 2002년 12월 최진실과 결별하였다. 이후 이혼 소송 끝에 2004년 9월 1일 이혼하였다.[22]

#### 이혼과 재혼
2005년 7월, 조성민은 '불륜' 상대자로 지목 받았던 심미영과 결혼하였다. 2010년 10월, 조성민의 아버지 조주형은 조성민과 심미영에 대해 "두 사람 관계는 정리된 걸로 안다. 두 사람은 10개월째 별거 중이다"라고 말했다. 2011년 12월, "대법원 법인 등기부를 통해 확인한 결과, B업체 대표 이사는 심미영이고, 조성민은 2010년 10월 26일 B업체의 사내 이사로 취임했고 2010년 11월 2일 정식으로 등기부에 등재되었다"라는 사실이 알려졌다.
2008년 사업에 투자 먹음직닷컴, SMC21 등을 운영하였으나 모두 사업에 실패하였다. 그해 MBC 방송 ESPN 야구해설위원으로 출연하였다.
2008년 10월, 조성민은 최진실의 두 자녀가 물려받은 유산을 관리하는 것에 대해 권리를 행사하려고 하면서 사회적 반발을 샀다. 그 와중에 배우 우연희가 조성민의 배우자라는 허위사실이 유통되었고, 그로 인해 우연희는 얼굴도 알지 못하는 시민으로부터 폭행을 당하는 등 고초를 겪었으며 또한 우울증도 앓았는데, 그 피해사실을 《MBC 스페셜》에 출연하여 공개하였다. 한편, 우연희의 본명은 심은우였고, 우연희의 둘째 아들 이름은 조성민이었다. 2010년부터는 XTM 야구해설자로 활약했고 폰앤컴퍼니 스포츠사업부 전문위원도 겸했다. 2011년부터 2012년까지는 두산 베어스 2군의 재활코치로 활동하였다.

#### 사망
2013년 1월 6일 새벽, 조성민은 서울특별시 강남구 도곡동에 위치한 지인의 집에서 스스로 목숨을 끊었는데, 이는 이 지인이 0시 5분부터 3시 34분까지 외출한 동안 발생한 것이었다. 이 지인은 조성민의 여자친구였던 사람이었는데, "2013년 1월 5일에 오피스텔 안에서 조성민과 함께 술을 마시면서 이별을 통보했다. 1월 6일 0시 5분경 다른 친구와 약속이 있어 외출 후 용무를 마치고 귀가하여 위 상황을 확인하였다"라고 경찰조사에서 진술했다.
1월 6일 오전 서울 수서경찰서에 따르면 조성민 씨는 숨지기 전 A 씨로부터 이별을 통보받은 것으로 알려졌다. 당시 경찰에 따르면 그는 A 씨와 교제한 뒤 수시로 A 씨의 집을 드나들었고, 한 번 방문하면 며칠씩 머무르기도 했던 것으로 확인됐다. A씨는 경찰조사에서 "조 씨와 함께 술을 마시면서 이야기를 하다 '헤어지자'고 말했다"라고 진술했다. 그는 숨지기 전 A 씨에게 카카오톡으로 생애 어려움에 대한 메시지를 남긴 것으로 알려졌다. 그의 나이 향년 41세였다.

### 사후
2013년 1월 12일, 조성민의 유서가 조성민의 부모의 집에서 발견되었고, 이 유서에는 자신의 유산은 자신의 누나 조성미에게 남긴다는 내용이 들어 있었다. 조성민의 사망 장소와 조성민의 유서가 발견된 장소가 다른 것에 대해 경찰은 "사건이 발생하면 현장에서 기본적으로 유서를 찾는 작업을 한다. 하지만 컴퓨터, 입고 있는 옷 등을 토대로 확인하지 압수수색을 하듯이 샅샅이 뒤지지 않는다. 고인의 유품이 정리되는 과정에서 모든 짐들이 양수리 쪽으로 모아졌고, 이를 확인하는 과정에서 유서가 나온 것 같다"라고 말했다. 한편, 조성미는 여성잡지 2013년 2월호를 통해 조성민이 심미영과 이혼한 상태였다고 밝혔다. 그러나 구청 기록 열람등을 통한 실제적인 기록 조회에 의하면 조성민은 사망당시 심미영과 법적으로 혼인 상태였던 것으로 확인되었다.

## 논란과 의혹
조성민은 2000년 12월에 배우 최진실과 결혼식을 올렸고, 최진실과의 사이에 1남 1녀를 두었다. 조성민은 최진실과의 결혼을 성사시키는 과정에서 자살 시도 등의 행위를 보여 주었고, 최진실과의 이혼을 성사시키는 과정에서도 여러 가지 행위를 보여 주었다. 조성민은 2002년 12월에 가출을 하였고, 2002년 12월 18일 오후 2시에 이혼하고 싶다고 하소연하는 기자회견을 열었으며, 그 자리에서 최진실이 유책배우자라고 주장하였다. 2004년 9월에 최진실과 '협의상 이혼'을 하였다. 이후 2005년 7월에 '술집 마담'으로 알려진 심미영과 혼인신고를 하였다.

### 불륜 의혹
- 2002년 12월, 조성민은 이혼하고 싶다고 하소연하는 기자회견을 열었다. 그 자리에서 조성민은 자신이 왜 최진실과 이혼하고 싶은지에 대해서 기자들에게 설명하면서 최진실의 명예를 훼손하는 발언들을 하였다. 그 과정에서 조성민은 자신이 '불륜'을 저질렀다는 의심을 받고 있다는 사실도 밝혔는데, 그 때 '술집 마담' 심미영을 언급하면서 자신과 심미영은 '불륜' 관계가 아니라 '친구이자 동업자' 관계라고 말하면서 최진실을 의부증 환자로 몰았다. 심미영도 기자들과 인터뷰를 가졌는데, 그 인터뷰에서 심미영은 자신과 조성민은 '불륜' 관계가 아니라 '술집 마담'과 '손님'의 관계라고 말하면서 조성민이 최진실을 의부증 환자로 몰아가는 일을 도왔다. 조성민과 심미영은 최진실을 의부증 환자로 몰아가는 과정에서 자신들이 부적절한 메시지를 주고받았다는 사실을 자백해 버렸다.[37][40]
- 이에 최진실도 조성민의 주장에 대해 해명·반박하는 인터뷰를 가졌다. 그 자리에서 최진실은 조성민과 심미영은 '불륜' 관계가 맞다고 확인해주었고 이혼에 대해서는 유보적인 입장을 표명하였다. 최진실은 2002년부터 2004년까지 이혼 숙려 기간을 가진 후에 이혼을 결정내렸다. 2008년 10월, 최진실의 사망으로 최진실의 두 자녀는 유산을 물려받게 되었는데, 그 유산을 관리하는 것에 대해 조성민이 권리를 행사하려고 하면서 조성민의 이혼과정이 사회적으로 다시 주목을 받았고, 시사주간지 시사IN의 주진우 기자는 이런 사회 분위기를 반영하여 최진실의 어머니 정옥숙을 인터뷰하였다. 2008년 11월, 주진우는 정옥숙을 인터뷰하면서 조성민의 이혼과정을 확인하였고 그 과정에서 최진실의 이혼 서류를 입수하였으며 그 이혼 서류에 심미영의 서명이 있는 것을 확인하였다.[37][40][44][45]

### 부인 폭력 논란
- 2002년 11월, 조성민은 임신 7개월 무렵이었던 최진실을 폭행하였다. 당시 조성민은 이 사건에 대해 쌍방 폭행이라고 주장하였다.[40]
- 2004년 8월, 조성민은 최진실의 집을 찾아가 최진실을 폭행하였고, 이에 신고를 받고 출동한 경찰에 현행범으로 체포되었다. 이후 최진실은 조성민을 상대로 주거 등에 대한 접근 금지 신청을 냈고, 법원은 이 신청을 받아들였으며, 조성민은 2개월 간 최진실의 집 100ｍ 이내에 대해 접근이 금지되었다.[46][47][48] 당시 조성민은 이 사건에 대해 쌍방 폭행이라고 주장하였다. 이 주장을 해명·반박하기 위해 최진실은 자신의 멍든 얼굴을 언론에 공개하였고, 이로 인해 광고주로부터 손해배상청구소송을 당했으며, 그 법정 공방이 2010년 2월에 마무리되었다. 이 법정 공방을 통해, 조성민의 폭행 사실은 인정되었고, 최진실이 그 폭행을 유도했다는 증거는 발견되지 않았다. 법원은 최진실이 자신의 멍든 얼굴을 언론에 공개한 행위에 대해서는 그 책임을 물어 모델료 일부를 광고주에 반환하도록 판결을 내렸다.[49] 그런데 2010년 10월, 언론을 통해 조성민은 6년 전에 자신이 저질렀던 이 폭력 행위에 대해 그 사실 자체를 부정하는 발언을 하였다.[36]

### 채무 논란
- 2002년 8월과 10월, 조성민은 사업 투자자금 명목으로 최진실의 어머니 정옥숙과 최진실의 동생 최진영으로부터 돈을 빌렸다. 2002년 12월, 조성민은 최진실과 이혼하고 싶다고 하소연하는 기자회견을 열었는데, 이후 그 빌린 돈에 대해서 증여라고 주장하기 시작하였다. 이에 대한 조치로 정옥숙과 최진영은 2003년 2월에 조성민에게 채무변제를 요구하는 내용증명을 보내었고 2003년 4월에 조성민을 상대로 2억 원의 대여금 반환청구 소송을 제기하였다. 2004년 8월, 법원은 조성민으로 하여금 1억 원은 정옥숙에게, 8750만 원은 최진영에게 배상하라고 판결을 내렸다.[40][50][51] 최진영의 경우는 주식으로 양도된 것을 감안하여 책정한 액수였다.[52][53][54]

### 허위 사실 유포 논란
- 2002년 12월, 조성민은 언론을 통해 최진실의 뱃속에 있는 아이가 자신의 자식이 아닐지도 모른다고 발언하였다. 이후 2008년 10월에 최진실의 사망으로 최진실의 두 자녀는 유산을 물려받게 되었는데, 조성민은 그 유산을 관리하는 것에 대해 권리를 행사하려고 함으로써 6년 전에 자신이 허위사실을 유포했음을 공공연하게 자인하였다.[44][45][55][56]
- 2003년 10월, 조성민은 언론과의 인터뷰에서 최진실과의 이혼 협의 과정을 상세히 설명하였고, 위자료와 양육권 문제 등이 적힌 이혼합의서 초안을 언론을 통해 공개하였다. 조성민은 이혼합의서 초안을 공개하면서 "거액의 위자료와 양육권·친권 포기를 요구하는 등 최진실이 받아들이기 힘든 조건을 제시해 결국 이혼을 포기할 수밖에 없는 상황에 이르렀다"라고 말했다. 이에 최진실은 해당 언론사, 해당 기자, 조성민 등을 상대로 '출판물에 의한 명예훼손'으로 민사상·형사상 소송을 제기하였다. 최진실은 이 소송에 대하여 "조성민은 고의적으로 사생활을 유포해 인격권을 침해했다. 조성민은 이혼합의서 초안을 공개하기 전에도 마치 내가 돈 때문에 이혼문제를 결정하지 못하고 있는 양 10억 원, 13억 원 등 위자료 금액을 임의대로 발설해 치명적인 상처를 줬다. 이번 사태뿐만 아니라 위기에 처한 부부의 사생활 문제를 끊임없이 화제 기사로 다뤄온 모든 스포츠신문들의 보도 행태에 분노를 느낀다"라고 그 이유를 밝혔다.[57][58][59][60] 한편, 조성민이 사적인 문서를 언론을 통해 공개한 것은 이것이 처음은 아니었다. 2003년 2월, 최진실의 어머니 정옥숙과 최진실의 동생 최진영은 조성민의 사기 행위에 대한 조치로 조성민에게 채무변제를 요구하는 내용증명을 보내었는데, 이후 조성민은 스포츠신문들과의 인터뷰를 자청하여 언론을 통해 그 내용증명 문서를 공개하였다.[61][62]

### 친권포기각서 작성
- 2004년 9월에 이혼 협상을 할 때, 최진실은 조성민에게 제기했던 각종 소송들을 취하해 주었고 조성민이 졌던 각종 빚들을 변제해 주었다.[63] 이에 조성민은 친권을 포기하였고 친권을 포기한다는 각서도 작성하였으며 그 각서에 대해 공증도 받았다.[41][64]
- 최진실과 이혼 협상을 할 때, 조성민은 최진실의 자녀들과의 면접교섭권은 인정받았으나 이혼 이후 면접교섭은 하지 않았다.[40] 2008년 9월, 조성민은 언론을 통해 자신의 배우자에게 미안해서 최진실의 자녀들을 만나지 않는다고 하였다.[65] 이 발언은 면접교섭권을 누릴 권리가 있는 최진실의 자녀들을 향한 하나의 메시지로서, 친권포기각서 작성의 의미를 말해주는 것이었고, 친권을 영구히 포기하였다는 사실을 확인시켜주는 행위였다.[66][67][68]

## 기타
- 한때 그의 불륜상대라는 루머가 돌았던 영화배우 우연희의 둘째 아들이 그와 동명이인이었다.
- 2002년 12월, 조성민은 최진실이 임신 중에 담배를 피웠다는 발언을 하였는데, 이 발언은 최진실에 대한 험담으로서, 자신의 일방적인 주장에 불과했지만, 정작 자신은 임신부를 폭행하는 등 대놓고 태아를 공격하는 행위를 하였다.[40][69]
- 2008년 12월 2일, 시사IN의 주진우 기자는 SBS 《좋은 아침》에 출연해 최진실의 아들 최환희가 조성민에게 거부감을 가지고 있다는 사실을 공개했다.[70] 2009년 6월 25일, 조성민은 SBS 《좋은 아침》에 출연해 최진실의 자녀들과 교회에서 만나고 있고 최진실의 어머니와도 아이들에 대해 대화를 나눈다고 말했다.[71] 최진실의 동생 최진영은 노컷뉴스와의 인터뷰에서 조성민이 최진실의 자녀들과 만나고 있다는 보도는 사실이 아니며 아이들이 조성민에 대해 강한 거부감을 느끼고 있기 때문에 자신은 조성민이 아이들과 만나는 것을 원하지 않는다고 말했다.[72] 2009년 8월 31일, 최진실의 어머니 정옥숙은 티브이데일리와의 인터뷰에서 "(조성민이) 교회에 매주 나와 아이들을 만난다고 하는데 만난 적 없다. 난 본 적도 없다. 교회에서 혼자 아이들을 지켜보는지는 알 수 없다. 이렇다 저렇다 말 나오는 것도 싫고 그냥 상대하기 싫다"라고 말했다.[73][74]
- 강남중앙침례교회는 최진실의 유가족들이 다니는 교회였는데, 조성민은 2009년 1월부터 이 교회에 출석했고 2009년 6월에 '기독교 어린이 야구 영성 캠프'를 기획했으며 이 캠프에 대해 강남중앙침례교회를 협력단체로 하고 강남중앙침례교회의 전도사 4명이 참가한다고 홍보했다. 과거의 행실로 인해 부정적인 이미지를 가진 조성민이 한다는 이유로 또 상업적인 목적으로 하는 게 아니냐는 의혹 때문에 조성민의 '야구 영성 캠프'에 대해 개신교 내부에서 비판적인 여론이 있었다. 2009년 7월 17일, 기독교 언론사 뉴스앤조이는 조성민의 '야구 영성 캠프'에 관해 심층 취재 보도했고 조성민의 홍보 내용과 다른 점이 발견되었다.[75][76][77][78]
- 2006년 영화 맨발의 기봉이에 카메오로 야구선수 역으로 출연하기도 했다.

## 연보
- 1973년 4월 5일 서울특별시 출생
- 1991년 프로야구 청소년국가대표 선수
- 1992년 ~ 1995년 프로야구 국가대표 선수
- 1995년 ~ 2002년 요미우리 자이언츠 선수
- 1998년 일본 프로야구 올스타 헌정, TV는 사랑을 싣고 출연(12월 4일)
- 2000년 최진실과 결혼
- 2002년 10월 요미우리 자이언츠 은퇴
- 2002년 12월 최진실과 결별
- 2004년 다시 국내 프로야구 출전 준비
- 2005년 문화방송 ESPN 야구해설위원
- 2005년 ~ 2007년 한화 이글스 선수
- 2008년 문화방송 ESPN 야구해설위원
- 2008년 SMC21 대표
- 2008년 먹음직닷컴 대표
- 2010년 ~ 2011년 XTM 야구해설자
- 2010년 ~ 2011년 폰앤컴퍼니 스포츠사업부 전문위원
- 2011년 ~ 2012년 두산 베어스 2군 재활코치
- 2013년 1월 6일 서울 자택에서 사망

## 출신 학교
- 1986년 서울둔촌초등학교
- 1989년 신일중학교
- 1992년 신일고등학교
- 1996년 고려대학교 경영학과 졸업

## 가족 관계
- 아버지 : 조주형(1947년 ~ , 은행원)
- 어머니 : 유영숙(1948년 ~ )
- 누나 : 조성미
- 아내 : 최진실 (1968년~ 2008년)

2000년 12월 결혼 , 2004년 9월 이혼
- 아들 : 최환희(조환희) (2001년 ~ )
- 딸 : 최준희(조수민) (2002년 ~ )

## 참고 자료
- 《주기자》. 푸른숲. 2012년. ISBN 9788971848784
- 《엄마가, 미안해 그리고 사랑해》. 웅진윙스. 2011년. ISBN 9788901124339

## 같이 보기
- 요미우리 자이언츠
- 최동원
- 최진실
- 최진영
- 이호성